# サンタンティモ
サンタンティモ（イタリア語: Sant'Antimo）は、イタリア共和国カンパニア州ナポリ県にある、人口約3万4000人の基礎自治体（コムーネ）。

## 地理

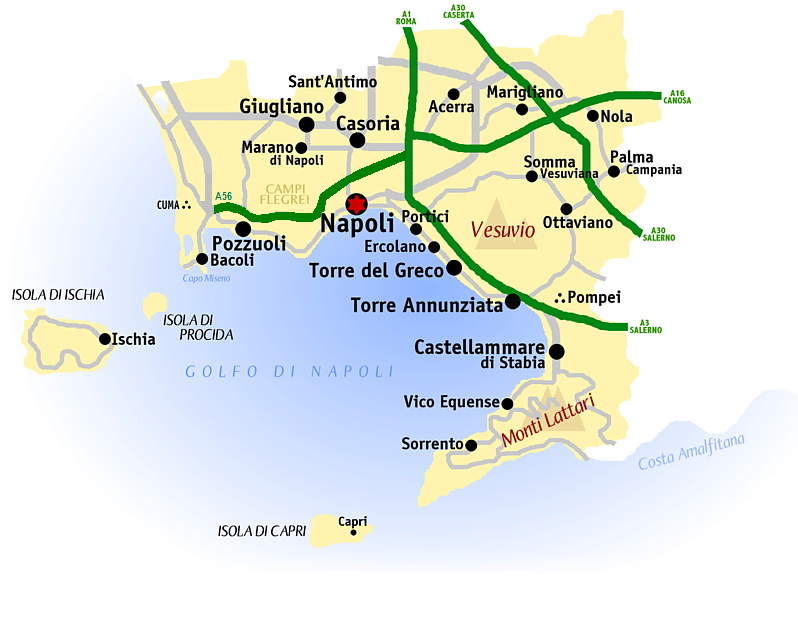
ナポリ県概略図

### 位置・広がり
ナポリ県北部に位置するコムーネ。ナポリ中心部から北北西へ11km、カゼルタから南南西へ16kmの距離にある。

#### 隣接コムーネ
隣接するコムーネは以下の通り。括弧内のCEはカゼルタ県所属を示す。
| - チェーザ (CE) - 北 - サンタルピーノ (CE) - 北東 - グルーモ・ネヴァーノ - 東 - カザンドリーノ - 南東 - メリート・ディ・ナーポリ - 南 - ジュリアーノ・イン・カンパーニア - 西 - アヴェルサ (CE) - 北西 |

## 交通

### 鉄道
RFI（旧イタリア国鉄）
- ローマ＝フォルミア＝ナポリ線
サンタンティモ＝サンタルピーニ駅 (it:Stazione di Sant'Antimo-Sant'Arpino)
- ナポリ＝フォッジャ線 (it) 
サンタンティモ＝サンタルピーニ駅

### 道路
国道
- SS7bis  (it:Strada statale 7 Via Appia)
- SS162 NC  (it:Strada statale 162 NC Asse Mediano)